# 1353
- Wikisource

| Calendário gregoriano                                                        | 1353 MCCCLIII                                         |
| Ab urbe condita                                                              | 2106                                                  |
| Calendário arménio                                                           | 802 – 803                                             |
| Calendário bahá'í                                                            | -491 – -490                                           |
| Calendário budista                                                           | 1897                                                  |
| Calendário chinês                                                            | 4049 – 4050 Início a 5 de fevereiro (aproximadamente) |
| Calendário copta                                                             | 1069 – 1070                                           |
| Calendário etíope                                                            | 1345 – 1346                                           |
| Calendários hindus - Vikram Samvat - Calendário nacional indiano - Cáli Iuga | 1408 – 1409 1274 – 1275 4453 – 4454                   |
| Calendário Holoceno                                                          | 11353                                                 |
| Calendário islâmico                                                          | 754 – 755                                             |
| Calendário judaico                                                           | 5113 – 5114                                           |
| Calendário persa                                                             | 731 – 732                                             |
| Calendário rúnico                                                            | 1603                                                  |
| Calendário solar tailandês                                                   | 1896                                                  |

1353 (MCCCLIII, na numeração romana) foi um ano comum do século XIV do Calendário Juliano, da Era de Cristo, e a sua letra dominical foi F (52 semanas), teve início a uma terça-feira e terminou também a uma terça-feira.
| Ano completo                       |
| ---------------------------------- |
| Ano comum com início à terça-feira |

## Eventos
- O Condado de Saboia compra o País de Gex.

## Nascimentos
- Março - Margarida I da Dinamarca, rainha consorte de Haakon VI da Noruega.